# SmartMoney
SmartMoney — англоязычный аналитический деловой еженедельник. Основан в 1992 году Hearst Corporation и Dow Jones & Company. В 2010 году Hearst продала свои акции Dow Jones. Первым редактором журнала был Норман Перлстайн (англ.). Тираж 824 тысячи экземпляров.

## Русское издание
Журнал «SmartMoney Россия» издавался в России с марта 2006 года по май 2009 года издательским домом Independent Media Sanoma Magazines в партнерстве с Financial Times и The Wall Street Journal.